# Heliaster polybrachius
Heliaster polybrachius is een zeester uit de familie Heliasteridae.
De wetenschappelijke naam van de soort werd in 1907 gepubliceerd door Hubert Lyman Clark.